# Poollichaampje

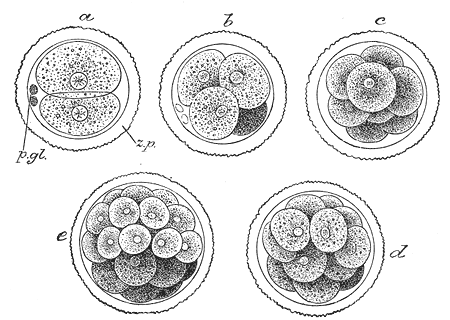
Eerste delingsstadium van een zoogdierembryo. Semidiagrammatisch. z.p. Zona striata. p.gl. Poollichaampjes. a. Tweecelligstadium. b. Viercelligstadium. c. Achtcelligstadium. d, e. Morulastadium.

Een poollichaampje is een haploïde cel die ontstaat bij het vormen van een eicel (ovum). Zowel bij de vorming van eicellen van dieren als van planten komen poollichaampjes voor.
Asymmetrische celdeling (cytokinese) zorgt voor de vorming van poollichaampjes tijdens de oögenese. Voor het zoveel als mogelijk behouden van voedingsstoffen wordt het overgrote deel van het cytoplasma verdeeld over ofwel de secundaire oöcyt ofwel de eicel, tijdens de meiose I of meiose II, respectievelijk. De bij de meiose overblijvende dochtercellen bevatten relatief weinig cytoplasma en worden poollichaampjes genoemd. De poollichaampjes kunnen ook degenereren.
Een eerste poollichaampje ontstaat bij de eerste meiotische deling (meiose I) en is haploïd met 23 chromosomen, elk bestaande uit twee chromatiden (een van elk paar homologe chromosomen). Een tweede poollichaampje ontstaat bij de tweede meiotische deling (meiose II) en is ook haploïd met 23 chromosomen, maar elk bestaande uit een enkele chromatide. Beiden zijn relatief klein en bevatten weinig cytoplasma. Soms treedt bij het eerste poollichaampje een tweede meiotische celdeling op.
Bij de bedektzadige planten draagt bij de bevruchting het stuifmeel twee mannelijke gameten over naar de embryozak. Een van deze spermacellen versmelt met de eicel en de andere spermacel versmelt met de secundaire embryozakkern (gevormd door de poollichaampjes) en vormt zo een triploïde (3n) kern. Deze kern groeit uit tot het secundaire endosperm (kiemwit), dat reservevoedsel bevat voor de zich later te ontwikkelen plant.

## Fotogalerij

Diagram van het rijpingsproces van een eicel met halvering van het aantal chromosomen.
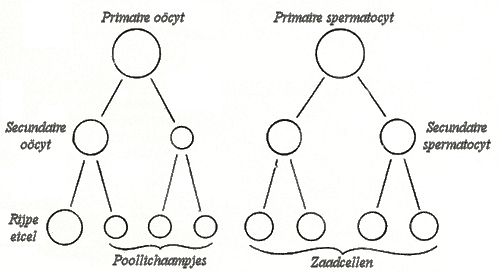
Schema met vergelijking van het rijpingsproces van een eicel met dat van de ontwikkeling van zaadcellen.
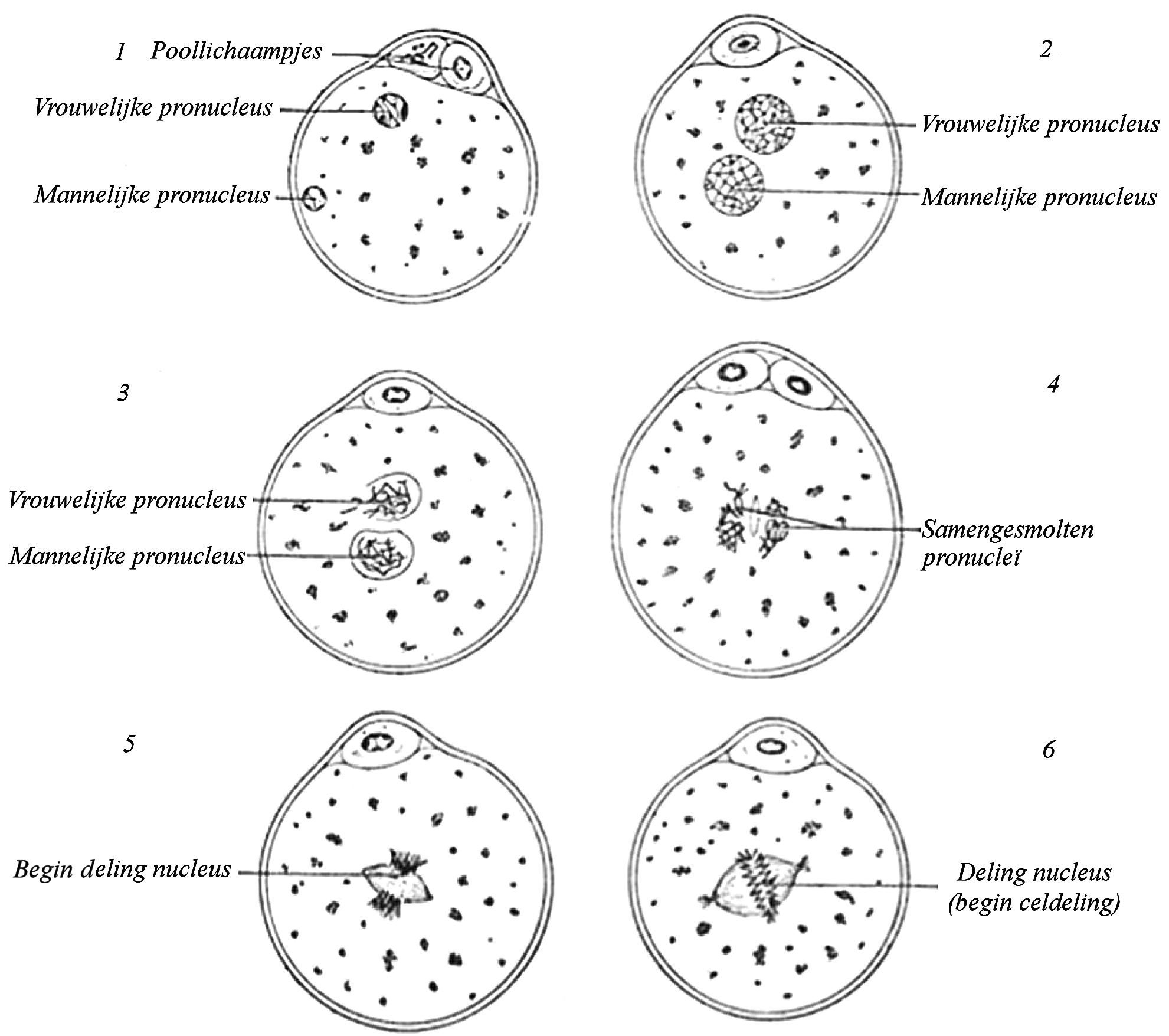
Het bevruchtingsproces in een eicel van de muis.